# Hideg Anna
Hideg Istvánné, szül. Lakatos Anna, akit sokan Annus néninek ismernek (Ördöngösfüzes, 1936. február 2. –) a Mezőség egyik legjelentősebb hagyományőrzője és nótafája. Számtalan népzenét és népmesét gyűjtött össze, és a helyi néphagyományok megőrzésében jelentős szerepet vállalva lett érdemes a Népművészet Mestere díjra, melyet 2010-ben kapott.

## Életútja
Szülei Lakatos Domokos és Benedek Anna. Fiatalkorától kapcsolatban állt az erdélyi falvakra jellemző egyedi hagyományokkal és népművészettel, hiszen ezek még akkoriban meghatározták az emberek mindennapjait. Édesanyjától és a falubeliektől szert tett a szájhagyomány útján fennmaradt ének- és mesekincsekre, melyek szépsége különösen megérintette őt.
16 évesen szerelemből hozzáment Hideg Istvánhoz, aki egy helybéli középbirtokos családból származott. Házasságukból egy fiúgyermek született.

## Munkássága
Gyermekkorától ismerte Kallós Zoltánt, akivel közösen folytatott néprajzkutatói munkát. A helyi folklórcsoport tagjaként és szólóénekesként is több elismerést nyert erdélyi népzenefesztiválokon, majd az 1989-es rendszerváltás után Magyarországon is hírnevet szerzett, eleinte az ördöngösfüzesi tánccsoport tagjaként, majd a 2000-es évektől mint mesemondó is.
Fiatal felnőttként elhatározta, hogy azt a felbecsülhetetlen értéket, mely a népművészetben rejlik, gyűjteni kezdi a megőrzés érdekében. Ekképpen a közvetlen környezetéből kezdte feljegyezni az elfeledésre ítélt dalokat és meséket, hogy azok megmaradjanak a jövő generációi számára. A gyűjtőmunkát és kutatásait az 1950-es évektől egészen napjainkig aktívan folytatja. 

### Annus néni daloskönyve
A daloskönyv 2015-ben jelent meg, egy 298 oldalas kötetet és mellette egy DVD-lemezt is tartalmaz, amelyen a könyvben leírt csaknem 500, többségben füzesi népdal hanganyaga található Hideg Anna előadásában. Ezek jelentős részét már hallhattuk Annus néni szájából színpadi fellépései, népzenei fesztiválok vagy táncháztalálkozók folyamán. Annus néni daloskönyve a dalszövegek mellett tartalmaz személyes emlékeket, megjegyzéseket, kottákat is, melyek közelebb viszik az olvasót a népi kultúrához.

### Hideg Anna meséi
A népmeséket és mondákat tartalmazó könyvet Magyar Zoltán állította össze, aki jó kapcsolatot alakított ki Annus nénivel, és egy-egy látogatása során, több év alatt jegyezte le ezeket a történeteket. A véglegesített gyűjtemény 2023-ban jelent meg, 29 mesét, 56 mondát és 10 egyéb történetet tartalmaz.

## Jelen
Hideg Anna idős kora ellenére továbbra is számos rendezvényen vesz részt, a népdalok és népmesék előadására, egyéb kulturális tevékenységekre összpontosít. Számos folklórgyűjtő és zenekar számára jelent inspiráló forrást az ő munkássága, ezáltal segítve a helyi népi kultúra fennmaradását és művelését.